# Caroline Dasylva
Caroline Dasylva, de son vrai nom Néyéban Caroline Traoré, née le 24 février 1976, est une journaliste et présentatrice Ivoirienne. Elle travaille pendant 10 ans pour la chaîne nationale d'information RTI 1, où elle présente une émission télé appelé C'midi au cours des 10 ans avant de quitter la Chaîne RTI 1 en 2023.

## Biographie

### Jeunesse
Caroline Dasylva est une animatrice ivoirienne qui passe son enfance à Bouaké. C’est dans cette ville de l'intérieur de la Côte d'Ivoire qu’elle fait ses études universitaires, précisément à l'université Alassane Ouattara où elle obtient la Maîtrise. Elle rejoint ensuite le groupe scolaire Pigier à Abidjan où son parcours est sanctionné par un autre diplôme, le Brevet de Technicien Supérieur  (BTS) en communication d’entreprise.

### Carrière professionnelle
Caroline Dasylva commence ses débuts au Lycée, là où elle a appris à se familiariser avec le public en faisant office d'animatrice lors des bals de fin d'année et des soirées. A proprement dit, elle fait ses premiers pas dans le monde de l'audiovisuel sur Campus FM, la radio du campus. En 2005, Caroline Dasylva surprend par sa voix plusieurs autres stations radio tel que Cocody FM, Radio Abidjan 1.

#### À la télévision
Elle assure la présentation d'un jeu télévisé à la RTI 2 le 3T6 Fort en 2005. En 2011 intègre la RTI 1 après un casting. Fort de tous ces expériences, elle passe un casting en août 2011 en vue d'intégrer la maison bleue la Radio Télévision Ivoirienne, où elle est la seule qui fut retenue. Caroline anime midis chez nous  pendant deux ans et devient naturellement en 2014 l'animatrice principale de l'émission C'Midi pendant 10 ans .
Après une décennie en tant que présentatrice de C'midi, elle quitte finalement la RTI 1 en 2023,, et passe le flambeau à Eva Amani qui assure l'animation de cette émission.

## Entrepreneur
En dehors de ces activités, elle possède une société de communication évènementielle dénommée Vaillance Production qui devient par la suite Mediatis CI. Grâce à cette agence, en 2019 elle met en place un spectacle dénommée Drôles de femmes pour promouvoir les droits des femmes dans le but de soutenir le talent féminin. Elle est également, commissaire générale du Festival International des Talents et Compétences de la Femme (FICTAF).

## Distinctions
Caroline Dasylva reçois plusieurs distinctions au cours de sa carrière, notamment à Bamako aux Quama Awards 2016 où elle devient la meilleure animatrice d’émission culturelle en Afrique de l’Ouest